# Наумов, Кирилл Сергеевич
Кирилл Сергеевич Наумов (род. 2 мая 1981) — российский дзюдоист, призёр чемпионатов России, чемпион России среди кадетов (1997), серебряный призёр чемпионата России среди молодёжи (2003), серебряный (2003) и бронзовый (2000, 2001) призёр чемпионатов России, мастер спорта России международного класса. Выступал в тяжёлой (свыше 100 кг) и абсолютной весовых категориях.

## Спортивные результаты
- Чемпионат России по дзюдо 2000, свыше 100 кг — ;
- Чемпионат России по дзюдо 2001, свыше 100 кг — ;
- Чемпионат России по дзюдо 2003, абсолютная категория — ;